# Natan Natansohn
Natan Samuelowicz Leski (Natan Samuelsohn, Natan Natanson) (ur. w 1770 w Lesznie, zm. 1810 tamże) - żydowski bankier z Leszna, założyciel klanu Natansonów, znanych bankierów i cukrowników.

## Życiorys
Urodził się w rodzinie rabina Samuela i jego nieznanej z imienia żony jako Natan Samuelowicz. W latach 90. XVIII wieku otrzymał nazwisko Natansohn (później Natanson). Był żonaty z Franciszką Izraelowicz, z którą miał syna Samuela, pioniera cukrownictwa. Zmarł w Lesznie i tam został pochowany. Jego grób nie zachował się do naszych czasów.